# Jean-Marie Girault
Jean-Marie Girault (Pont-l'Évêque, Calvados, Franca, 9 de fevereiro de 1926 - 1 de maio de 2016) foi um político francês e ex-prefeito de Caen, na França.

## Carreira Política no Senado
- Eleito em 26 de setembro de 1971[2]
- Re-eleito em 28 de setembro de 1980[2]
- Re-eleito em 24 de setembro de 1989[2]

## Literatura
- Mon été 44, les ruines de l'adolescência (= Éditions du Caen Memorial ). Caen 2004 , ISBN 2-84911-038-8.
- Serge Coüasnon: Jean-Marie Girault, un très indépendant républicain (= Éditions Charles Corlet, Coll Histoire. ). 0, Condé-sur-Noireau em 2001 , ISBN 2-85480-966-1.